# Offensive du Strymon
Première Guerre mondiale
Batailles
Front des Balkans
- Front austro-serbe : Campagne de Serbie (7-1914)
- Campagne de Serbie (10-1915)
- Le Cer (8-1914)
- La Kolubara (9-1914)
- Salonique (10-1915
- Krivolak (10-1915)
- Kosovo (11-1915)
- Kosturino (12-1915)
- 1re Doiran (8-1916)
- Strymon (8-1916)
- Kaïmatchalan (9-1916)
- 1re Monastir (9-1916)
- 2e Monastir (3-1917)
- 2e Doiran (4-1917)
- Skra-di-Legen (5-1918)
- Vardar (9-1918)
- Dobropolje (9-1918)
- 3e Doiran (9-1918)
- Uskub (9-1918)
- Campagne de Serbie (9-1918)

Front d'Europe de l'Ouest
Front italien
Front d'Europe de l'Est
Front africain
Front du Moyen-Orient
Bataille de l'Atlantique

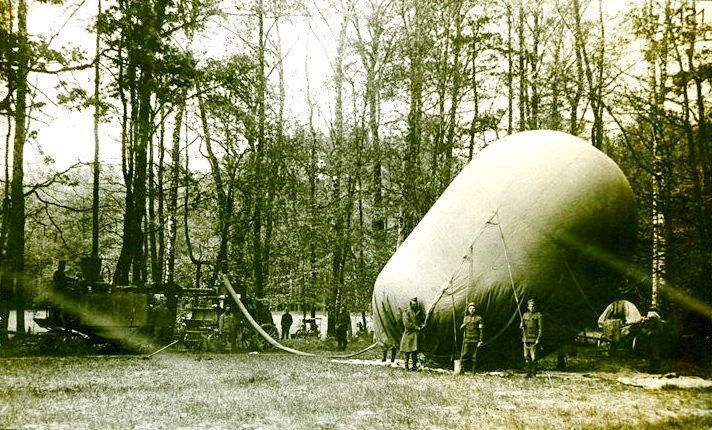
Lancement d'un ballon d'observation, archives bulgares, 1914-1918

L'offensive du Strymon, Струмска операция (opération de la Strouma) en bulgare , Μάχη του Στρυμόνα (bataille du Strymon) ou Επιχείρηση του Στρυμόνα (emprise du Strymon) en grec, est une opération de la Première Guerre mondiale menée entre le 17 et le 23 août 1916 en Macédoine grecque, de part et d'autre du fleuve Strymon (en bulgare : Strouma). Elle permet à la Bulgarie d'occuper une grande partie du nord de la Grèce et d'empêcher le déploiement des forces de l'Entente autour du camp de Salonique.

## Contexte

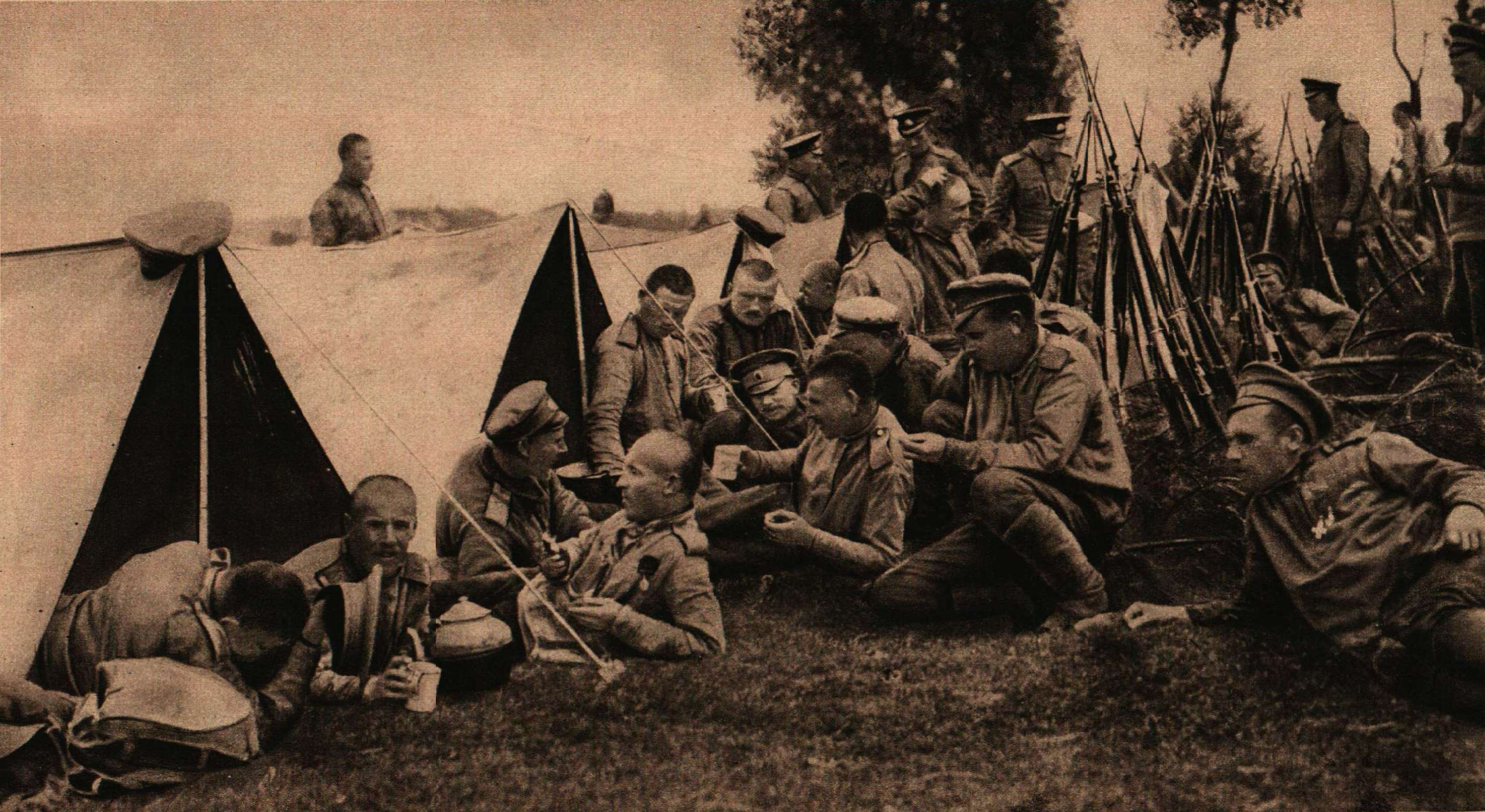
Soldats sur le front, archives bulgares, 1916

La campagne de Serbie de 1915 a permis aux Empires centraux, avec le concours de la Bulgarie, d'éliminer la résistance de l'armée serbe, obligée de s'embarquer vers Corfou et la Tunisie. La Bulgarie y gagne la Macédoine serbe, un de ses principaux buts de guerre. Mais le débarquement d'un corps expéditionnaire de l'Entente à Salonique, la neutralité incertaine de la Grèce dans la Première Guerre mondiale et l'entrée imminente de la Roumanie dans le conflit aux côtés de l'Entente font présager une réouverture du front des Balkans : l'armée française d'Orient, renforcée par des troupes britanniques, italiennes et bientôt par l'armée serbe reconstituée, se prépare à marcher à la rencontre de l'armée roumaine. Le Premier ministre grec Elefthérios Venizélos, favorable à l'Entente, démis de ses fonctions à Athènes le 7 octobre 1915, tente de former un gouvernement pro-Entente à Salonique avec le soutien des Français (Schisme national). La Bulgarie, soutenue par l'Allemagne et l'Autriche-Hongrie, décide de s'y opposer en occupant la Macédoine grecque, en profitant de l'attitude pro-allemande du roi Constantin et d'une partie de l'armée grecque.

## Opérations
Le 9 août, les avant-gardes franco-britanniques se heurtent aux Bulgares lors de la bataille de Doiran. La 1re armée (en) (général Kliment Boyadjiev) et la 2e armée bulgares (en) (général Gueorgui Todorov), déployées le long de la frontière grecque, lancent une offensive générale. À l'ouest, le 17 août, la 1re armée débute l'opération de Florina (en) qui lui permet de s'emparer de cette ville mais elle échoue devant Tchegan (Agios Athanasios). À l'est, le 18 août, la 2e armée bulgare (7e division Rila, 11e division Macédoine,

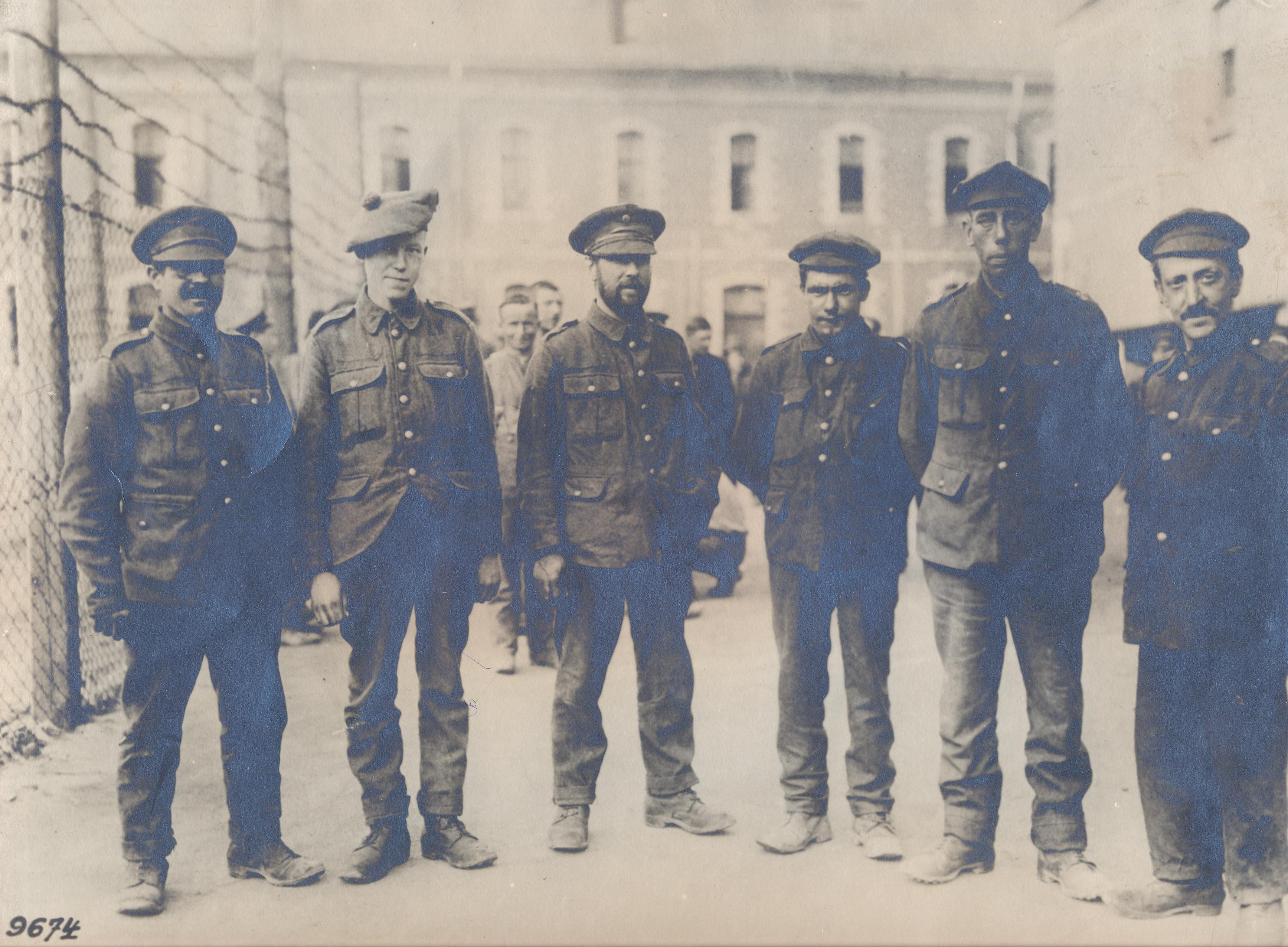
Prisonniers de guerre de l'Entente en Bulgarie, 1916-1918

10e division Égée et une brigade de la 2e division) avancent sur un front de 230 km de long en direction du chemin de fer de Drama à Komotini (en). Le gouvernement royal d'Athènes a démobilisé ses forces et ordonne de ne pas s'opposer à l'avance bulgare. Le IVe corps d'armée grec, qui était en instance de démobilisation, est capturé et interné en Allemagne. L'armée bulgare occupe Kavala, Dráma et Serrès.

## Conséquences
Les forces de l'Entente arrivent trop tard pour empêcher l'effondrement du front roumain sous la pression de forces allemandes, austro-hongroises et bulgares. La bataille de Monastir (Bitola), le 25 septembre 1916, permet cependant aux forces françaises et serbes de stabiliser le front près de la frontière gréco-serbe face au groupe d'armées germano-bulgare. Ce succès partiel permettra à l'expédition de Salonique, après le retour au pouvoir de Venizélos, de se déployer en 1917-1918.